# Test de Ejecución Continua de Conners
El Conners’ Performance Test (CPT) es una prueba estandarizada para valorar la atención, desarrollado por Conners en 1994. Se trata de un test informatizado, distinto de las escalas de Conners.

## Descripción y aplicación
Sobre un fondo de pantalla negro, van apareciendo una serie de letras en una sucesión rápida. El sujeto debe apretar la tecla de espacio cada vez que sale una letra (target), salvo cuando aparece la letra X (no target), caso en que debe abstenerse de pulsar el cursor.
Los estímulos van apareciendo con frecuencias de tiempo variables (de 1 a 4 segundos), lo que permite comparar la atención y la velocidad de respuesta del sujeto en función de los intervalos de tiempo.
El tiempo de aplicación es de 14 minutos, durante los que el sujeto ha de mantener la atención para realizar esta tarea.
El CPT divide el rendimiento del sujeto en la prueba en 18 bloques. Esto posibilita comparar los cambios de rendimiento en segmentos separados.
Se trata de un test de respuesta continuada + inhibición: el sujeto debe confirmar de manera constante los estímulos target, e inhibirse cuando aparece el estímulo no target. Esto lo diferencia del test Tarea de Atención Sostenida en la Infancia (CSAT), un instrumento parecido creado para población española. En este último, el paradigma de trabajo es de alerta continuada + respuesta a un estímulo.

## Usos
Se trata de un instrumento muy utilizado en la práctica clínica para el diagnóstico de TDAH, así como en la investigación sobre este trastorno. 
Según Conners, un número elevado de errores de omisión acompañado de un tiempo de reacción lento, es indicio de problemas de atención. La baja consistencia de las respuestas y los cambios en el tiempo de reacción a lo largo de la prueba también apuntan a problemas de atención. 

## Limitaciones
No dispone de baremos en población española, por lo que los resultados han de compararse con los de la población americana. 
No es útil para diferenciar los subtipos de TDAH. 
Por último, el CPT es una prueba suficientemente larga en su duración como para provocar fatiga en los sujetos que la realizan durante su ejecución. Algunos autores recomiendan administrarla al inicio de la sesión, pues de otra manera, la fatiga interferiría en los resultados, indicando una mayor severidad de los síntomas de TDAH.